# Какс
Какс (њем. Kaaks) општина је у њемачкој савезној држави Шлезвиг-Холштајн. Једно је од 112 општинских средишта округа Штајнбург. Према процјени из 2010. у општини је живјело 412 становника. Посједује регионалну шифру (AGS) 1061047.

## Географски и демографски подаци
Какс се налази у савезној држави Шлезвиг-Холштајн у округу Штајнбург. Општина се налази на надморској висини од 15 метара. Површина општине износи 8,6 km². У самом мјесту је, према процјени из 2010. године, живјело 412 становника. Просјечна густина становништва износи 48 становника/km².